# ザブレ
ザブレ(フランス語：Zabré)は、ブルキナファソの中東部地方のブルグ県の都市。
2005年の人口は約1.4万人。
。

## 交通

### 空港
- ザブレ空港（英語版）